# Рахковичи
Рахковичи — деревня в Янегском сельском поселении Лодейнопольского района Ленинградской области.

## История
Деревня Рахковичи упоминается на плане западной части Лодейнопольского уезда, изданном в 1818 году. 

РАХКОВИЧИ — деревня при реке Саре, число дворов — 22, число жителей: 69 м. п., 61 ж. п.; Часовня православная. (1879 год)

РАХКОВИЧИ — деревня при реке Сарке, население крестьянское: домов — 54, семей — 49, мужчин — 130, женщин — 128, всего — 258; некрестьянское: нет; лошадей — 55, коров — 75, прочего — 102; школа. (1905 год) 

В конце XIX — начале XX века деревня административно относилась к Мирошкинской волости 1-го стана Лодейнопольского уезда Олонецкой губернии.
С 1917 по 1921 год деревня входила в состав Рахковичского сельсовета Мирошкинской волости Лодейнопольского уезда Олонецкой губернии.
С января 1922 года в составе Шаменского сельсовета Луначарской волости, с сентября 1922 года в составе Ленинградской губернии.
С 1927 года в составе Лодейнопольского района. В 1927 году население деревни составляло 404 человека.
Согласно карте Ленинградской области Северо-западного аэрогеодезического треста ГГУ издания 1932 года деревня насчитывала 43 крестьянских двора. В деревне располагалась мукомольная водяная мельница.
По данным 1933 года деревня Рахковичи входила в состав Шаменского сельсовета Лодейнопольского района.

Деревня Рахковичи на карте РККА 1940 года

Согласно топографической карте РККА 1940 года в деревне находилась часовня.
С 1954 года в составе Тененского сельсовета.
С 1960 года в составе Свирьстроевского поссовета.
С 1963 года в подчинении Подпорожского горсовета.
С 1965 года в составе Первомайского сельсовета Лодейнопольского района. В 1965 году население деревни составляло 40 человек.
По данным 1973 и 1990 годов деревня Рахковичи также входила в состав Первомайского сельсовета.
В 1997 году в деревне Рахковичи Янегской волости проживали 6 человек, в 2002 году — 11 человек (русские — 91 %).
В 2007 году в деревне Рахковичи Янегского СП проживали 4 человека, в 2010 году — 5 человек.

## География
Деревня расположена в северо-восточной части района к югу от автодороги А215 (Лодейное Поле — Вытегра — Брин-Наволок).
Расстояние до административного центра поселения — 4 км.
Деревня находится на правом берегу реки Сара.

## Демография
| 1879 | 1905 | 1927 | 1965 | 1997 | 2007 | 2010 |
| ---- | ---- | ---- | ---- | ---- | ---- | ---- |
| 130  | ↗258 | ↗404 | ↘40  | ↘6   | ↘4   | ↗5   |
| 2014 | 2017 |      |      |      |      |      |
| ↘4   | ↗5   |      |      |      |      |      |

### Национальный состав
Согласно данным Всероссийской переписи населения 2021 года в деревне проживали 3 человека, из них:
 русские — 2, один человек национальность не указал.

## Известные уроженцы
- Василий Васильевич Антонов (1927—1991) — Герой Социалистического Труда.